# یوساکو کوازورو
یوساکو کوازورو (انگلیسی: Yusaku Kuwazuru؛ زادهٔ ۲۳ اکتبر ۱۹۸۵) بازیکن راگبی ۷ نفره اهل ژاپن است.